# McKenzie Lake, Sudbury
McKenzie Lake är en sjö i Kanada.   Den ligger i distriktet Sudbury och provinsen Ontario, i den sydöstra delen av landet, 500 km nordväst om huvudstaden Ottawa. McKenzie Lake ligger 374 meter över havet. Arean är 0,31 kvadratkilometer. Den ligger vid sjöarna  Demott Lake och Saturday Lake. Den sträcker sig 0,9 kilometer i nord-sydlig riktning, och 0,8 kilometer i öst-västlig riktning.
I omgivningarna runt McKenzie Lake växer i huvudsak blandskog. Trakten runt McKenzie Lake är nära nog obefolkad, med mindre än två invånare per kvadratkilometer.